# Elva Lawton
Pour les articles homonymes, voir Lawton.
Elva Lawton (3 avril 1896 - 3 février 1993) est une botaniste et bryologue américaine connue pour ses recherches sur les fougères au début de sa carrière et pour son étude approfondie des mousses de l'ouest des États-Unis à la fin de sa carrière.

## Biographie

### Enfance et formation
Elva Lawton naît à West Middletown, en Pennsylvanie, le 3 avril 1896. Avant de s'inscrire à l'université, elle est enseignante dans une école primaire en Pennsylvanie de 1915 à 1919 puis fréquente l'université de Pittsburgh où elle obtient sa licence en 1923, et sa maîtrise en 1925. De 1923 à 1925, elle est également professeure de biologie et de latin au lycée de Crafton, en Pennsylvanie. Elle se rend ensuite à l'université du Michigan pour ses études doctorales et obtient son doctorat en 1932 avec une thèse sur la polyploïdie induite et la régénération chez les fougères. Pendant ses études doctorales, Lawton obtient une bourse et est assistante de laboratoire au département de botanique du Michigan ; elle est également instructrice de biologie au Hunter College, et chercheuse au Cold Spring Harbor Laboratory de 1928 à 1932.

### Carrière et recherche
Après avoir obtenu son doctorat, Elva Lawton devient professeure adjointe à Hunter ; elle y termine sa carrière en 1959 en tant que professeure associée. Cette année-là, elle rejoint l'université de Washington, où elle est conservatrice de l'herbier de bryophytes ; elle est aussi chercheuse associée et donne des conférences sur les bryophytes. Pendant son séjour à Hunter, elle fait des recherches à la Michigan Biological Station (en 1949) et au Lakeside Laboratory de l'université de l'Iowa (en 1950-1953). Pendant qu'elle travaille à l'université de Washington, elle collecte des mousses dans tout l'Ouest américain et travaille à l'identification d'espèces de mousses inconnues jusqu'alors ; elle reçoit plusieurs subventions de la Fondation nationale pour la science pour poursuivre ses travaux. Elle travaille presque jusqu'à la fin de sa vie. Elva Lawton meurt le 3 février 1993.

## Honneurs et postérité
Elva Lawton est membre du Torrey Botanical Club, entre au bureau de 1947 à 1954 puis devient présidente en 1955. L'espèce Racomitrium lawtoniae et le genre Bryolawtonia portent son nom.
E.Lawton est l’abréviation botanique standard de Elva Lawton.
Consulter la liste des abréviations d'auteur en botanique ou la liste des plantes assignées à cet auteur par l'IPNI, la liste des champignons assignés par MycoBank, la liste des algues assignées par l'AlgaeBase et la liste des fossiles assignés à cet auteur par l'IFPNI.